# Hadrodontes monitor
Hadrodontes monitor är en fjärilsart som beskrevs av Rothschild 1900. Hadrodontes monitor ingår i släktet Hadrodontes och familjen praktfjärilar. Inga underarter finns listade i Catalogue of Life.